# Groothertogdom Mecklenburg-Strelitz
Het groothertogdom Mecklenburg-Strelitz was van 1815 tot 1918 een  groothertogdom in de huidige Duitse deelstaat Mecklenburg-Voor-Pommeren.

## Geografie
De staat bestond uit twee niet-aangrenzende delen: het oostelijke hertogdom Strelitz, dat grensde aan Mecklenburg-Schwerin en de Pruisische provincies Pommeren en Brandenburg, en het westelijke vorstendom Ratzeburg, dat grensde aan Mecklenburg-Schwerin, de vrije stad Lübeck en de Pruisische provincie Hannover. In 1900 had het Groothertogdom 102 602 inwoners.

## Geschiedenis

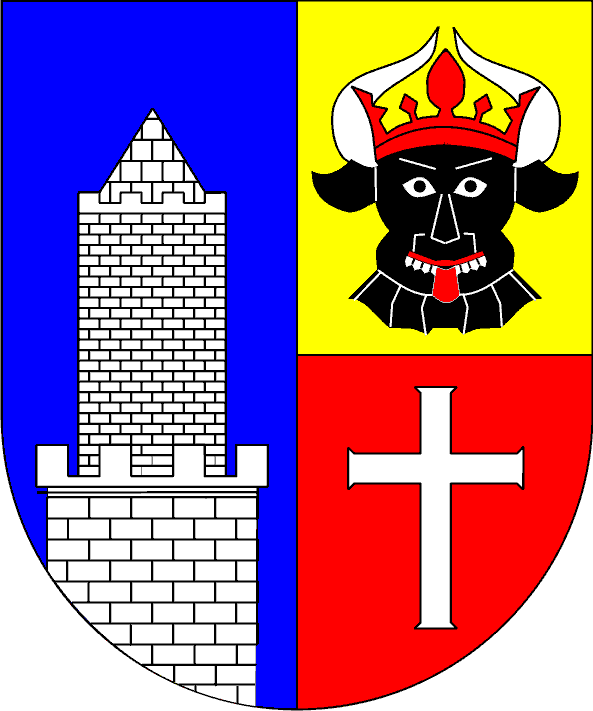
Wapen van 1921

De basis voor het ontstaan van het groothertogdom Mecklenburg-Strelitz was de overname in 1806 van de grondwet van het naburige Mecklenburg-Schwerin. Deze grondwet bleef tijdens de Franse bezetting door goede regenten uit het koninkrijk Beieren waaronder Maximiliaan I Jozef van kracht. In 1815 werd de titel van hertog Karel II vanwege zijn steun aan de coalitie tegen Napoleon verheven tot groothertog en werd het groothertogdom lid van de nieuwe Duitse Bond. Het hem door het Congres van Wenen toegekende gebied met 10.000 inwoners in het Saardepartement werd door zijn opvolger George (1816-1860) in 1819 aan Pruisen verkocht.
De situatie in Mecklenburg-Strelitz bleef zo totdat het volk in de Maartrevolutie van 1848 in beide Mecklenburgse groothertogdommen liberale hervormingen eiste. Na ongeregeldheden werd op 18 maart de censuur opgeheven en zegde de regering op 23 maart  bij de Bondsdag een volksvertegenwoordiger toe en het groothertogdom stond diverse andere staatkundige en juridische hervormingen toe. Op 15 juli werd een op algemeen kiesrecht gebaseerde kieswet gepubliceerd. Op 31 oktober kwam een grondwetgevende vergadering bijeen, waarin de democraten domineerden, die een liberale grondwetswijziging bewerkstelligde.
Het grootste probleem vormde de unie tussen Schwerin en Strelitz. Met name Strelitz en de ridderschap, maar ook Pruisen (erfgenaam bij het uitsterven van het Mecklenburgse huis) protesteerden hier scherp tegen. Hoewel de unie aanvankelijk werd opgeheven, verklaarde een scheidsgerecht van de Duitse Bond de nieuwe grondwet en de scheidingswet in 1850 voor nietig. In de jaren die volgden zette de reactie scherp in: alle politieke bijeenkomsten werden verboden, de privileges van de ridderschap hersteld (1851) en lijfstraffen heringevoerd (1852).
Groothertog Frederik Willem (r.1860-1904) schaarde zich bij het uitbreken van de Pruisisch-Oostenrijkse Oorlog in 1866 door een loyaliteitsconflict zo aarzelend aan Pruisische zijde dat zijn contingent niet meer aan daadwerkelijke gevechtshandelingen deelnam. Noodgedwongen trad het land in 1866 toe tot de Noord-Duitse Bond - met name de federale grondwet was de standen in de aartsconservatieve Mecklenburgse groothertogdommen een doorn in het oog. In 1867 werden beide staten lid van de Zollverein.
Mecklenburg-Strelitz streed in 1870/1871 in de Frans-Duitse Oorlog en trad toe tot het Duitse Keizerrijk. De laatste groothertog, Adolf Frederik VI (r. 1914-1918), pleegde op 23 februari 1918 zelfmoord. Zijn erfgenaam, de in Rusland geboren Karel Michael, werd als opvolger onaanvaardbaar geacht en was ook zelf van zins van troonopvolging af te zien. In afwachting hiervan regeerde Frederik Frans IV van Mecklenburg-Schwerin als regent het land. In de Novemberrevolutie van 1918 moest hij de regering in beide Mecklenburgs echter neerleggen.
De vereniging van beide staten, die door deze dynastieke verwikkelingen bijna was verwezenlijkt, kwam pas in 1934 tot stand toen de vrijstaten Mecklenburg-Strelitz en Mecklenburg-Schwerin onder nationaalsocialistische druk werden samengevoegd tot de deelstaat Mecklenburg.
Tussen 1994 en 2011 bestond er in de deelstaat Mecklenburg-Voor-Pommeren een Landkreis Mecklenburg-Strelitz, dat echter maar een deel van de oude staat omvatte.

## Bestuur

### Groothertogen 1815-1918
- 1815-1816: Karel II
- 1816-1860: George
- 1860-1904: Frederik Willem
- 1904-1914: Adolf Frederik V
- 1914-1918: Adolf Frederik VI
  - 1918: Frederik Frans IV van Mecklenburg-Schwerin (regent)

Anhalt · Baden · Beieren · Bremen · Brunswijk · Elzas-Lotharingen · Hamburg · Hessen · Lauenburg · Lippe · Lübeck · Mecklenburg-Schwerin · Mecklenburg-Strelitz · Oldenburg · Pruisen · Reuss jongere linie · Reuss oudere linie · Saksen · Saksen-Altenburg · Saksen-Coburg en Gotha · Saksen-Meiningen · Saksen-Weimar-Eisenach · Schaumburg-Lippe · Schwarzburg-Rudolstadt · Schwarzburg-Sondershausen · Waldeck · Württemberg
Anhalt (1863-1866) ·
Anhalt-Bernburg (1815-1863) ·
Anhalt-Dessau-Köthen (1853-1863) ·
Anhalt-Dessau (1815-1853) ·
Anhalt-Köthen (1815-1853) ·
Baden · Beieren · Bremen · Brunswijk · Frankfort · Hamburg · Hannover · Hessen-Darmstadt · Hessen-Homburg · Hessen-Kassel · Hohenzollern-Hechingen · Hohenzollern-Sigmaringen · Holstein · Lauenburg · Liechtenstein · Limburg · Lippe · Lübeck · Luxemburg · Mecklenburg-Schwerin · Mecklenburg-Strelitz · Nassau · Oldenburg · Oostenrijk · Pruisen · Reuss jongere linie · Reuss oudere linie · Saksen · Saksen-Altenburg · Saksen-Coburg en Gotha · Saksen-Meiningen ·  Saksen-Weimar-Eisenach · Schaumburg-Lippe · Schwarzburg-Rudolstadt · Schwarzburg-Sondershausen · Waldeck-Pyrmont · Württemberg